# Fermi (космічний телескоп)
Космічна гамма-обсерваторія Фермі (попередня назва — GLAST англ. Gamma-ray Large Area Space Telescope) — орбітальна гамма-обсерваторія NASA на низькій навколоземній орбіті, що працює з 2008 року. Його основним інструментом є телескоп великого розміру (LAT), за допомогою якого астрономи мають намір провести огляд усього неба, вивчаючи астрофізичні та космологічні явища, такі як активні галактичні ядра, пульсари, інші високоенергетичні джерела та темну матерію.
Fermi, названий на честь основоположника фізики високих енергій Енріко Фермі, був запущений 11 червня 2008 року о 16:05 UTC на борту ракети Delta II 7920-H. Місія є спільним проєктом NASA, Міністерства енергетики США та урядових установ Франції, Німеччини, Італії, Японії та Швеції, і стане найбільш чутливим гамма-телескопом на орбіті, який прийде на зміну INTEGRAL. Проєкт є визнаним експериментом CERN (RE7).

## Огляд

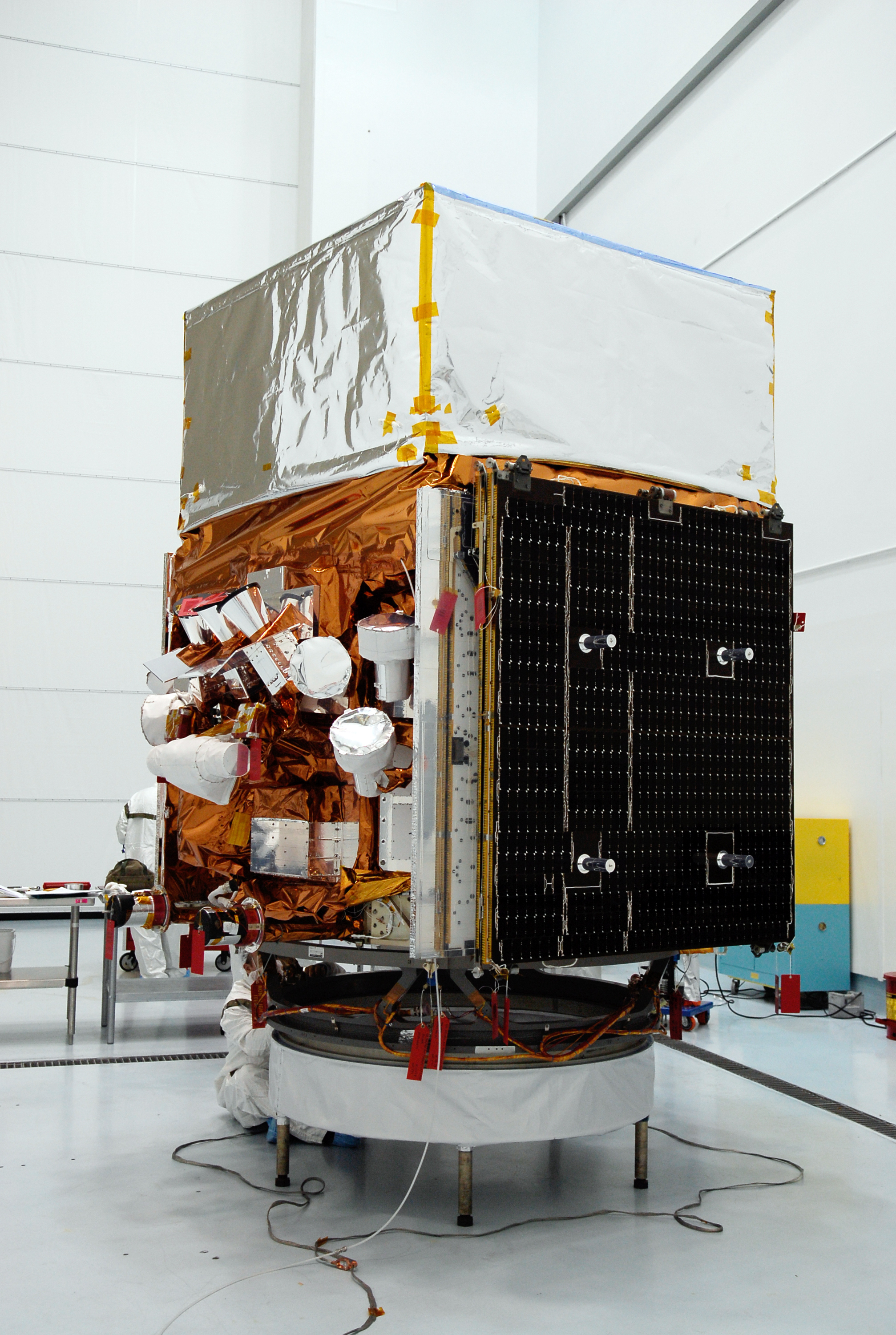
Фермі на Землі, сонячні батареї складені

До складу Фермі входять два наукові інструменти: телескоп великої площі (LAT) та гамма-монітор (GBM).
- LAT - це детектор гамма-випромінювання (прилад з парним перетворенням), який виявляє фотони з енергією від 20 мільйонів до 300 мільярдів електронвольт (від 20 МеВ до 300 ГеВ), з полем зору близько 20% неба; його можна вважати продовженням приладу EGRET на Комптонівській обсерваторії гамма-випромінювання[8][9].
- GBM складається з 14 сцинтиляційних детекторів (дванадцять кристалів йодиду натрію для діапазону від 8 кеВ до 1 МеВ і два кристали германату вісмуту з чутливістю від 150 кеВ до 30 МеВ) і може виявляти гамма-спалахи в цьому діапазоні енергій по всьому небу, не закритому Землею[10].

Обидва наукові прилади пройшли випробування на стійкість до впливу навколишнього середовища, зокрема вібрації, вакууму, високих і низьких температур, щоб переконатися, що вони зможуть витримати навантаження під час запуску і продовжити роботу в космосі. Вони були інтегровані з космічним апаратом на заводі General Dynamics ASCENT у Гілберті, штат Аризона. Дані з інструментів доступні для громадськості через веб-сайт Центру підтримки науки Фермі. Також доступне програмне забезпечення для аналізу даних.

## Місія
NASA розробило місію з п'ятирічним терміном служби з ціллю десяти років роботи.
Ключові наукові описані цілі Фермі:
- Зрозуміти механізми прискорення частинок в активних ядрах галактик, пульсарах і залишках наднових.
- Дослідити гамма-випромінювання неба: невідомі джерела та дифузне випромінювання.
- Визначити високоенергетичну поведінку гамма-спалахів і транзієнтів.
- Дослідити темну матерію (наприклад, шукаючи надлишок гамма-променів у центрі Чумацького Шляху) і ранній Всесвіт.
- Пошук первинних мікро чорних дір, що випаровуються, за їхніми гіпотетичними ознаками гамма-спалаху (компонент випромінювання Гокінга).

Національна академія наук США оцінила цю місію як головний пріоритет. Очікується, що в результаті цієї однієї місії з’явиться багато нових можливостей і відкриттів, які істотно розширять наше уявлення про Всесвіт.
- Блазари та активні галактики.

Вивчити енергетичні спектри та мінливість довжин хвиль світла, що надходить від блазарів, щоб визначити склад струменів чорної діри, спрямованих прямо на Землю, чи є вони:
(a) поєднанням електронів і позитронів
або:
б) тільки протонами.
- Гамма-спалахи

Вивчити спалахи гамма-випромінювання з діапазоном енергії, у кілька разів інтенсивнішим, щоб вчені могли краще їх зрозуміти.
- Нейтронні зорі[18]

Вивчити молодші, більш енергійні пульсари в Чумацькому Шляху, щоб розширити наше розуміння зірок.
Вивчити імпульсне випромінювання магнітосфер, щоб, можливо, зрозуміти, як вони утворюються.
Дослідити, як пульсари створюють вітри міжзоряних частинок.
- Галактика Чумацький Шлях

Надати нові дані, щоб допомогти покращити існуючі теоретичні моделі нашої галактики.
- Гамма-фонове випромінювання[19]

Дослідити чи відповідають звичайні галактики за гамма-фонове випромінювання. Потенціал для величезного відкриття очікує, якщо звичайні джерела визнають безвідповідальними, і в цьому випадку причиною може бути що завгодно: від темної матерії, що самознищується, до абсолютно нових ланцюгових реакцій між міжзоряними частинками, які ще не утворені.
- Ранній Всесвіт[20]

Вивчити, як концентрації видимого та ультрафіолетового світла змінюються з часом. Місія повинна легко виявляти області простору-часу, де гамма-промені взаємодіяли з видимим або ультрафіолетовим світлом для створення матерії. Це можна розглядати як приклад роботи E=mc2 у зворотному напрямку, де енергія перетворюється на масу, у ранньому Всесвіті.
- Сонце[21]

Вивчити краще, як Сонце виробляє гамма-промені під час сонячних спалахів.
- Темна матерія[22]

Пошук доказів того, що темна матерія складається з слабко взаємодіючих масивних частинок, доповнюючи подібні експерименти, які вже заплановані для Великого адронного колайдера та інших підземних детекторів. Потенціал для величезних відкриттів у цій галузі можливий протягом наступних кількох років.
- Основи фізики[23]

Перевірити певні сталі теорії фізики, наприклад, чи залишається швидкість світла у вакуумі незмінною незалежно від довжини хвилі. Загальна теорія відносності Ейнштейна стверджує, що так, але деякі моделі квантової механіки та квантової гравітації передбачають протилежне.
Пошук гамма-променів, що виходять із колишніх чорних дір, забезпечуючи ще один потенційний крок до об’єднання квантової механіки та загальної теорії відносності.
Визначити, чи фотони природним чином розщеплюються на менші фотони, як це передбачено квантовою механікою та вже досягнуто в контрольованих, створених людиною експериментальних умовах.
- Невідомі відкриття[24]

Вчені оцінювали дуже високу можливість для наукових, навіть революційних відкриттів, що випливають із цієї єдиної місії.

## Обладнання
На борту гамма-обсерваторії встановлено ширококутний телескоп (Large Area Telescope), який є його основним науковим інструментом. Цей телескоп здійснює огляди всього неба в пошуках астрофізичних та космологічних явищ, таких як активні ядра галактик, пульсари та інші високоенергетичні джерела, а також, можливо, сліди взаємодії темної матерії. Іншим приладом на борту цього космічного апарата є монітор гамма-спалахів (англ. Gamma-ray Burst Monitor).

## Назва

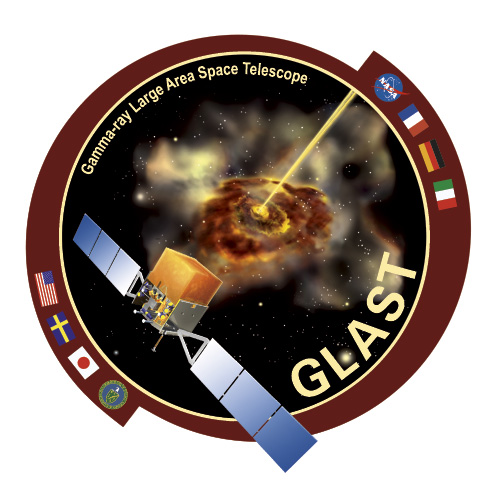
Початковий логотип GLAST

Змінений логотип телескопа Фермі

7 лютого 2008 року помічник адміністратора Алан Стерн з NASA оголосив публічний конкурс в штаб-квартирі NASA. Зміст конкурсу полягав у перейменуванні телескопа таким чином, щоб «відобразити захоплення від місії GLAST і привернути увагу до гамма-випромінювання та астрономії високих енергій... щось пам'ятне на честь цієї дивовижної нової астрономічної місії... назва, яка впадає в очі, легко вимовити, і це допоможе зробити супутник і його місію темою обіднього столу та обговорення в класі».
Конкурс закінчився 31 березня.  
У 2008 році Фермі отримав нову назву: 26 серпня 2008 року GLAST було перейменовано в «Космічний гамма-телескоп Фермі» на честь італійського фізика Енріко Фермі. 

## Хронологія місії

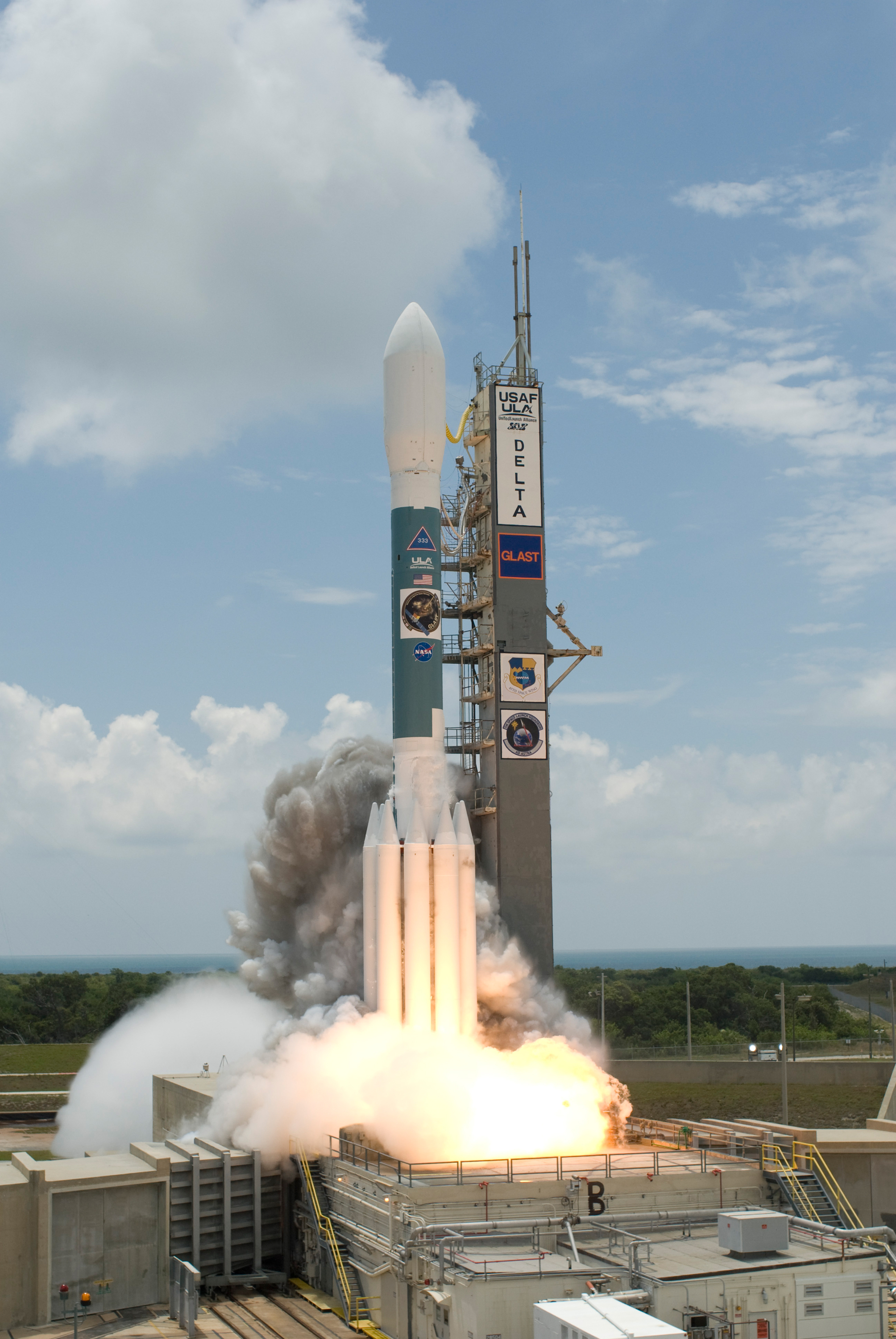
Запуск GLAST на борту ракети «Delta-II» 11 червня 2008 року

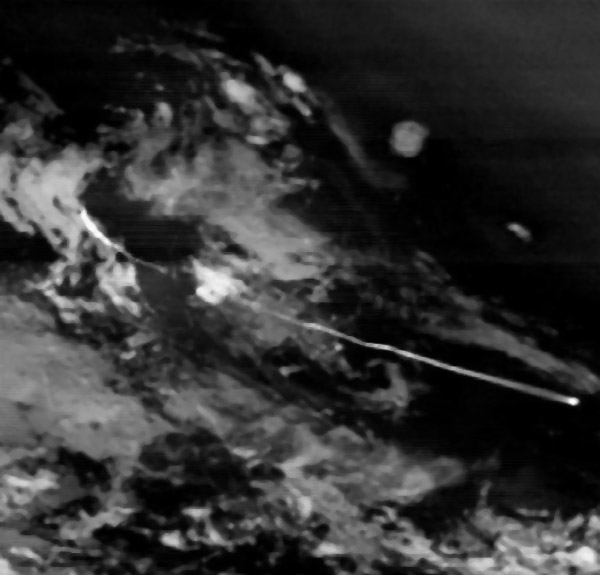
Запуск GLAST, зображений космічним інфрачервоним датчиком, дивлячись на Землю

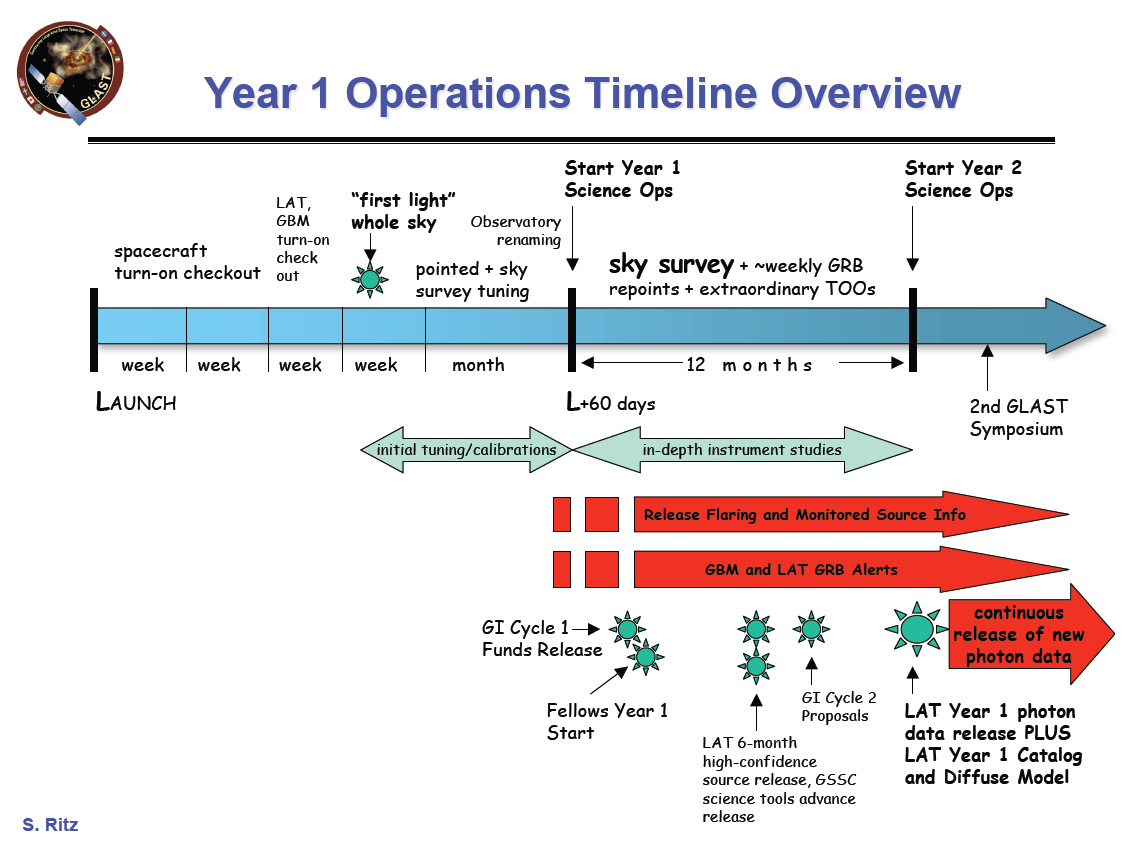
Очікуваний графік роботи на перший рік

Гамма-випромінювання (більше 1 ГеВ), виявлене по всьому небу; яскравіші області – це більше випромінювання (п’ятирічні дослідження Фермі: 2009–2013)

### Підготовка до запуску
4 березня 2008 року космічний корабель прибув на завод Astrotech у Тітусвіллі, Флорида. Запуск телескопа кілька разів відкладався. Спочатку була вибрана дата 16 травня 2008 року, проте під час встановлення другого ступеня ракети-носій було пошкоджено, і запуск відклали: спочатку до п'ятого червня, а потім — до одинадцятого. 4 червня 2008 року, після кількох попередніх затримок, дату запуску було відтерміновано до щонайменше 11 червня. Останні затримки були через необхідність заміни заміни батарей Flight Termination System. Вікно запуску було оновлено щодня з 15:45 до 17:40 UTC до 7 серпня 2008 року. 

### Запуск
Запуск відбувся успішно 11 червня 2008 року о 16:05 UTC за допомогою ракети-носія «Дельта-2» з космічного стартового комплексу 17-B станції ВПС на мисі Канаверал. GLAST відокремився приблизно через 75 хвилин після старту.

### Орбіта
Телескоп знаходиться на низькій навколоземній орбіті на висоті 550 км під кутом нахилу 28,5 градусів.

### Програмні модифікації
23 червня 2008 року GLAST отримав деякі незначні модифікації свого комп’ютерного програмного забезпечення.

### Робота комп'ютерів LAT/GBM
24 червня 2008 року було ввімкнено більшість компонентів LAT, а також комп’ютери, які керували як LAT, так і GBM. 25 червня було ввімкнено високовольтний датчик LAT, що почав виявляти високоенергетичні частинки з космосу, але все ще потрібні були незначні налаштування інструменту для калібрування. Того ж дня ввімкнено високу напругу GBM, але він все ще потребував ще один тиждень тестування/калібрування перед пошуком спалахів гамма-випромінювання.

### Режим огляду неба
Після представлення огляду приладів Fermi та цілей, Дженніфер Карсон з Національної прискорювальної лабораторії SLAC дійшла висновку, що основні цілі «всі досяжні за допомогою режиму сканування всього неба». Фермі перейшов у режим огляду неба 26 червня 2008 року, щоб почати оглядати все небо кожні три години (кожні дві орбіти).

### Уникнення зіткнення
30 квітня 2013 року NASA  повідомило, що рік тому телескоп ледве не зіткнувся з неіснуючим радянським супутником-розвідником часів холодної війни «Космос 1805» у квітні 2012 року. Орбітальні прогнози кількома днями раніше вказували на те, що два супутники мали опинитись в одній і тій же точці простору з різницею 30 мілісекунд. 3 квітня оператори телескопа вирішили прибрати параболічну антену супутника звисоким коефіцієнтом посилення, повернути сонячні батареї в сторону та запустити ракетні двигуни Фермі на одну секунду, щоб зрушити його з шляху. Незважаючи на те, що двигуни не використовувались майже п'ять років з моменту виведення телескопа на орбіту, вони працювали злагоджено, і потенційної катастрофи вдалося уникнути.

### Розширена місія 2013–2018
У серпні 2013 року Fermi продовжив місію на 5 років.

### Оновлення програмного забезпечення «Pass 8»
У червні 2015 року Fermi LAT Collaboration випустив «Pass 8 LAT data». Ітерації структури аналізу, що використовує LAT, називаються «проходами»(англ. pass), і під час запуску дані Fermi LAT аналізувалися за допомогою Pass 6. Значні вдосконалення Pass 6 були включені в Pass 7, який дебютував у серпні 2011 року.
Кожне виявлення детектором Fermi LAT з моменту його запуску було переглянуто за допомогою сучасних інструментів, щоб дізнатися, як детектор LAT реагував як на кожну подію, так і на радіаційний фон. Це покращене розуміння призвело до двох основних удосконалень: гамма-промені, які були пропущені попереднім аналізом, були виявлені, а напрямок, звідки вони прийшли, було визначено з більшою точністю. Вплив останнього полягає в тому, щоб загострити зір Fermi LAT, як показано на зображенні праворуч. Pass 8 також забезпечує кращі вимірювання енергії та значно збільшену ефективну площу. Весь набір даних місії було повторно оброблено. 
Ці вдосконалення найбільше впливають як на низькі, так і на високі межі діапазону енергії, яку Fermi LAT може виявити, фактично розширюючи діапазон енергії, у якому LAT може проводити корисні спостереження. Покращення продуктивності Fermi LAT завдяки Pass 8 настільки значне, що це оновлення програмного забезпечення іноді називають найдешевшим оновленням супутника в історії. Серед численних досягнень це дозволило кращий пошук галактичних спектральних ліній від взаємодії темної матерії, наднових, аналіз розширених залишків  і пошук розширених джерел у галактичній площині. 
Для майже всіх класів подій версія P8R2 мала залишковий фон, який не був повністю ізотропним. Ця анізотропія була простежена до електронів космічного випромінювання, що проникають через стрічки детектора проти збігів, і набір розрізів дозволив відхилити ці події, мінімально впливаючи на прийняття. Цей вибір був використаний для створення версії даних LAT P8R3.

### Збій у двигуні сонячної батареї
16 березня 2018 року одна з сонячних батарей Fermi перестала обертатися, що призвело до переходу в режим «безпечного утримання» та вимкнення живлення приладу. Це була перша механічна несправність за майже 10 років. Сонячні батареї Фермі обертаються, щоб максимізувати вплив Сонця на батареї. Двигун, який приводить в дію це обертання, не зміг рухатися згідно з інструкціями в одному напрямку. 27 березня супутник було розміщено під фіксованим кутом відносно його орбіти, аби збільшити потрапляння сонячної енергії. Наступного дня прилад GBM знову увімкнули. 2 квітня оператори ввімкнули LAT, і він відновив роботу 8 квітня. Розробляються альтернативні стратегії спостереження через вимоги до електроенергії та тепла.

### Продовження до 2022 року
У 2019 році в дослідженні NASA Senior Review було зроблено висновок, що Fermi слід продовжувати працювати до 2022 року. Це рішення згодом було схвалено NASA. Подальші продовження залишаються можливими.

## Значимість Фермі
GLAST призначався на заміну попередньої гамма-обсерваторії — Комптон, яка відпрацювала на орбіті дев'ять років і була затоплена в Тихому океані в червні 2000 року. Комптон збирав і передавав на Землю дані про випромінювання у найжорсткішій частині електромагнітного спектру, зокрема, про гамма-спалахи. Ним було зафіксовано близько 2,5 тисячі подібних сплесків, тоді як за всю попередню історію спостережень їх було зареєстровано близько трьохсот. Телескоп масою майже п'ять тонн, перебуває на орбіті заввишки 552 кілометри, і здатен за три години (два оберти навколо Землі) «оглянути» все небо, у той час, як його попередник, 17-тонний «Комптон», на вирішення аналогічної задачі витрачав 15 місяців. 
Обсерваторія здатна вести спостереження в діапазоні енергій квантів від 60 МЕв до 300 ГЕв, що, зокрема, дозволяє робити важливі висновки про космічні променів високих енергій.
Створення телескопа коштувало 690 мільйонів доларів (з них 600 млн внесено США). У проєкті брали участь також Німеччина, Італія, Франція, Швеція і Японія. Передбачалося, що його місія триватиме 5-10 років.

## Відкриття

### Бульбашки Фермі

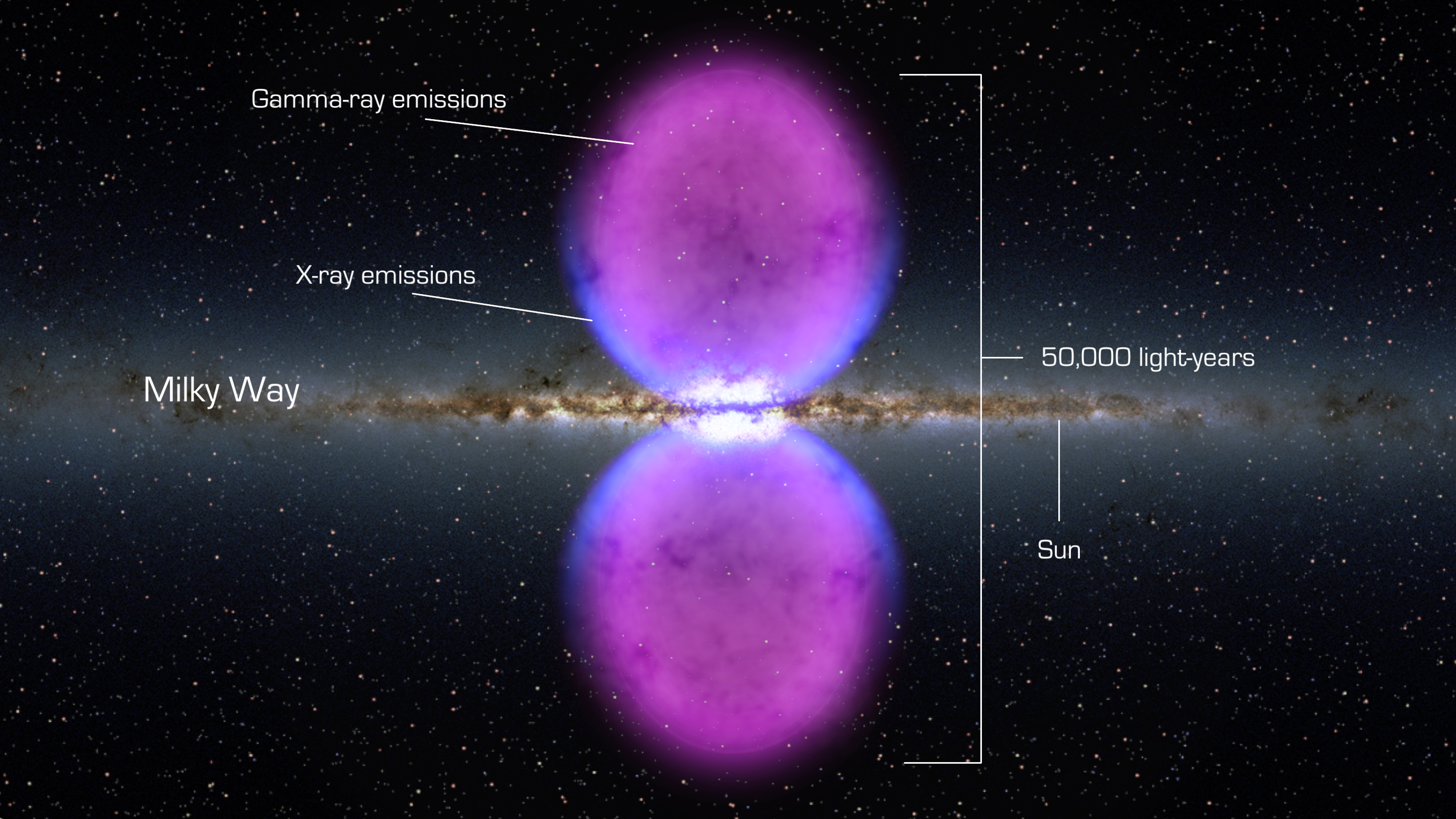
Художнє зображення велетенських бульбашок Чумацького Шляху, які випромінюють у рентгенівському та гамма-діапазонах.

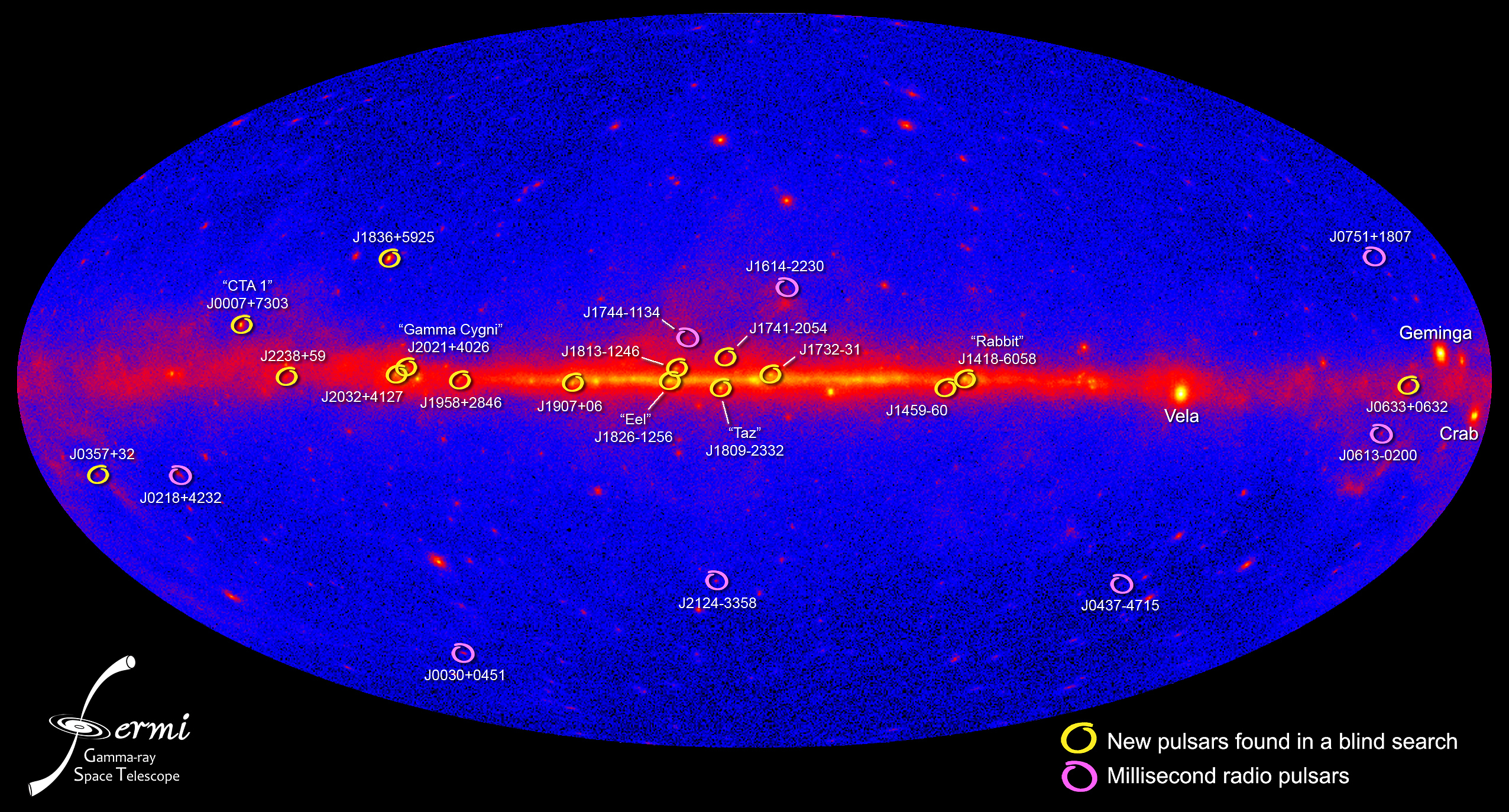
Виявлені телескопом Фермі пульсари гамма-діапазону.

Цикл пульсара Вітрил у гамма-діапазоні.

У листопаді 2010 р. Даг Фінкбейнер (англ. Doug Finkbeiner), Мен Су (англ. Meng Su) та Трейсі Слетієр (англ. Tracy Slatyer) з Гарвардського університету в результаті аналізу загальнодоступних даних, отриманих за допомогою космічного телескопа Фермі, відкрили у нашій Галактиці дві велетенські області гамма-випромінювання. Ці області являють собою дві велетенські сфери-бульбашки, які простягаються на 25 000 св.р., що дотикаються в центрі   й утворюють своєрідну «гантелю», перпендикулярну площині галактики. Ці дві сфери розташовані симетрично відносно центру Галактики і є джерелом значно підвищеного потоку гамма-випромінювання, яке, за однією з гіпотез, можуть продукувати релятивістські частинки, викинуті з надмасивної чорної діри, розташованої в центрі Чумацького Шляху.

### Подія IceCube-170922A
22 вересня 2017 року о 20:54 за UTC автоматична система детектора IceCube зареєструвала подію 170922A, яка являла собою мюонову «доріжку», що утворилася в ході взаємодії нейтрино високої енергій із льодом. 
28 вересня 2017 року за спостереженнями гамма-обсерваторії Фермі було ідентифіковано джерело нейтрино з енергією 290 ТеВ. Ним виявився блазар TXS 0506 + 056, розташований у напрямку сузір'я Оріона. 
Спалах гамма-випромінювання з того ж джерела підтвердила низка наземних черенківськовських телескопів, зокрема MAGIC і система H.E.S.S.
Ця подія вважається визначним досягненням сучасної багатоканальної астрономії, оскільки лише спільні спостереження забезпечують досить повну та одночасну реєстрацію картини.